# Siololovau Ikavuka
Siololovau Ikavuka (sinh ngày 8 tháng 2 năm 1968) là một vận động viên người Tonga. Bà thi đấu môn đẩy tạ nữ và ném đĩa nữ tại Thế vận hội Mùa hè 1988.